# Tendosphaera brembana
Tendosphaera brembana là một loài chân đều trong họ Tendosphaeridae. Loài này được Verhoeff miêu tả khoa học năm 1931.